# Фрайгерр
Фра́йгерр (нем. Freiherr — дословно «свободный господин»; обращение — «барон») — один из видов титулованного дворянства в немецкоязычных странах (включая Остзейские провинции) до 1919 года, немецкий аналог титула «барон». Женская форма титула — «фрайфрау» (нем. Freifrau), незамужняя дочь фрайгерра именовалась «фрайин» (нем. Freiin).
В 1919 году дворянские титулы в Германии были ликвидированы, но сохранены юридически в качестве части фамилии. Например, бывший немецкий политик и министр Карл-Теодор цу Гуттенберг официально имеет следующее имя — Karl-Theodor Maria Nikolaus Johann Jacob Philipp Franz Joseph Sylvester Buhl-Freiherr von und zu Guttenberg. При этом Karl-Theodor Maria Nikolaus Johann Jacob Philipp Franz Joseph Sylvester — это его личные имена, а Buhl и Freiherr von und zu Guttenberg — фамилии. В обиходе же такие длинные имена обычно сокращаются, например используется лишь одно личное имя (составное) Karl-Theodor и часть одной из двух фамилий — zu Guttenberg.
Вопреки установленному законом правилу в современных дворянских союзах Германии по этикету принято употребление обращения «фрайгерр» перед личным именем, а не после него (то есть здесь слово «фрайгерр» употребляется как титул вместо стандартного «герр» — «господин», нем. Herr). Например, может намеренно употребляться неверная форма Freiherr Karl-Theodor zu Guttenberg вместо юридически правильной Karl-Theodor Freiherr zu Guttenberg.
В Австрии дворянские титулы были полностью отменены и даже запрещены к использованию в 1919 году, и, в отличие от Германии, больше не могут являться частью фамилии ни в каком виде.